# Chionea excavata
Chionea excavata là một loài ruồi trong họ Limoniidae. Chúng phân bố ở miền Tân bắc.